# كلوستريديوم غير منتظم
كلوستريديوم إرريغيولاري أو كلوستريديوم غير منتظم (نسبة إلى الخلايا غير المنتظمة متعددة الأشكال) هو نوع من البكتيريا من فصيلة كلوستريدياسيا.